# Minako Kotobuki
Minako Kotobuki (寿 美菜子 Kotobuki Minako?,  Kōbe, Prefectura de Hyōgo, 17 de septiembre de 1991) es una seiyū y cantante japonesa, afiliada a Music Ray'n. Es conocida por su rol de Tsumugi Kotobuki en el anime K-On!. Su carrera como cantante empezó con la interpretación de los temas musicales de K-On! en abril de 2009. El mismo mes, ella y otras tres actrices de voz debutaron como el grupo musical Sphere con su sencillo "Future Stream". Es conocida por sus papeles como Rikka Hishikawa/Cure Diamond en Doki Doki! PreCure y Mizuki Kanzaki en Aikatsu!.

## Carrera
Kotobuki comenzó su carrera como cantante interpretando los temas de apertura y cierre de la serie de anime, K-On!, con sus compañeras Aki Toyosaki, Yōko Hikasa y Satomi Satō. Poco tiempo después, interpretó el tema de apertura de Hatsukoi Limited junto con Aki Toyosaki, Ayahi Takagaki y Haruka Tomatsu. Las cuatro están afiliadas con Music Ray'n, una empresa de representación de artistas y discográfica que pertenece a Sony Music Entertainment. El grupo musical es conocido por el nombre de  Sphere y sacaron su primer sencillo, "Future Stream", el 22 de abril de 2009.

## Vida personal
Kotobuki puede tocar el piano gracias a la influencia de su madre, quien impartía clases de piano. Es fan del equipo de béisbol Hanshin Tigers.

## Filmografía
En gris oscuro las series donde ha obtenido un papel protagonista.

### Anime
2007
- Minami-ke: estudiante femenino B (ep 8)[9]

2008
- Kyōran Kazoku Nikki: Hijiri Yamaguchi

2009
- Hatsukoi Limited: Rika Dobashii[10]
- K-On!: Tsumugi Kotobuki[2]
- Umi Monogatari: Anata ga Ite Kureta Koto: Kanon Miyamori
- To Aru Kagaku no Railgun - Mitsuko Kongou
- Yoku Wakaru Gendai Mahō - Kaho Sakazaki

2010
- Asobi ni Iku yo! - Chaika
- Chu-Bra!! - Yako Jingūji
- Hyakka Ryōran Samurai Girls - Sen Tokugawa
- K-On!! - Tsumugi Kotobuki
- Otome Yōkai Zakuro - Daidai
- Toaru Majutsu no Index II - Mitsuko Kongou

2011
- A Channel - Yūko
- Guilty Crown - Kanon Kusama
- Dog Days - Vert Far Breton
- Hōrō Musuko - Kobayashi
- Manyū Hiken-chō - Chifusa Manyū
- Ro-Kyu-Bu! - Natsuhi Takenaka
- Softenni - Misaki Shidou
- Tiger & Bunny - Karina Lyle/Blue Rose
- Hanasaku Iroha - Eri Mizuno
- Tamayura ~hitotose~ - Chihiro Miyoshi
- Beelzebub - Yolda, Kaoru Umemiya

2012
- Natsuiro Kiseki: Natsumi Aizawa[11]
- Mobile Suit Gundam AGE - Fram Nara
- Medaka Box - Nekomi Nabeshima
- Dog Days' - Vert Far Breton
- Aikatsu! - Mizuki Kanzaki
- Inazuma Eleven Go: Chrono Stone - Jeanne d'Arc
- Tari Tari - Yoko Mizuno

2013
- Doki Doki! PreCure - Rikka Hishikawa/Cure Diamond

2014
- Go! Go! 575 – Yuzu Yosano
- Saki: Zenkoku-hen – Kyōko Suehara[20]
- Baby Steps – Natsu Takasaki
- Pokémon: XY – Ellie

Majin Bone – Tomoko Ryūjin
- Gundam Reconguista in G – Noredo Nug
- Girl Friend Beta – Saya Kagurazaka

2015
- Hibike! Euphonium - Asuka Tanaka
- Baby Steps - Natsu Takasaki
- Dog Days - Vert Far Breton
- Punchline - Ito Hikiotani
- Nanatsu no Taizai - Vivian
- Shigatsu wa Kimi no Uso - Izumi
- Tokyo Ghoul √A - Ukina

2016
- Time Travel Shoujou – Waka Mizuki
- Ange Vierge – Saya Sōgetsu
- Hibike! Euphonium 2 – Asuka Tanaka

2017
- Ballroom e Yōkoso - Chizuru Hongou
- Senki Zesshou Symphogear AXZ - Saint Germain
- Re:Creators – Shunma Suruga
- Akashic Records of Bastard Magic Instructor – Sera Silvers

2018
- Cardcaptor Sakura: Clear Card - Momo
- Yagate Kimi ni Naru - Touko Nanami

### OVAs
2011
- Coicent - Toto

2017
- Bungō Stray Dogs - Aya

### Videojuegos
| Año  | Juego                          | Personaje        |
| ---- | ------------------------------ | ---------------- |
| 2009 | Final Fantasy XIII             | Serah Farron     |
| 2010 | K-ON! Hōkago Live!!            | Tsumugi Kotobuki |
| 2010 | Marriage Royale Prism Story    | Miyako Asakura   |
| 2010 | Suzunone Seven! - Rebirth Knot | Mayo Shouno      |

### Drama CD
| Año  | Nombre                                  | Volumen                                 | Personaje       |
| ---- | --------------------------------------- | --------------------------------------- | --------------- |
| 2009 | Hatsukoi Limited.                       | Hatsukoi Limited.                       | Rika Dobashii   |
| 2009 | Kami-sama no Memo-chō                   | Vol 1. Oshare Sagi-shi no Matsuro       | Alice           |
| 2009 | Tama☆Hime                               | Tama☆Hime                               | Amane Rokudouji |
| 2010 | Re:Baka wa Sekai wo Sukueruka? Drama CD | Re:Baka wa Sekai wo Sukueruka? Drama CD | Arcana          |
| 2010 | Kami-sama no Memo-chō                   | Vol 2. Utahime no Kiken na Angle        | Alice           |
| 2011 | Dog Days                                | Drama BOX vol. 1                        | Bel Fableton    |

### Radio
| Programa                                              | Emisora                       | Fecha de emisión         | Fecha de emisión         |
| Programa                                              | Emisora                       | Inicio                   | Fin                      |
| ----------------------------------------------------- | ----------------------------- | ------------------------ | ------------------------ |
| Radion!                                               | Sitio web de K-ON! en la TBS  | 9 de febrero de 2009     | 25 de septiembre de 2009 |
| Web Radio Pl@net Sphere                               | Lantis web radio              | 4 de marzo de 2009       |                          |
| Umi Monogatari ~Anata ga Ite Kureta Koto~             | Lantis web radio, Onsen Radio | 12 de junio de 2009      | 25 de diciembre de 2009  |
| Chu-bra!! Web Radio                                   | Onsen Radio                   | 2 de febrero de 2010     | 16 de marzo de 2010      |
| Radio Dotteai Shuku! Kotobuki Minako no Hocha Hocha!! | BBQR                          | 9 de abril de 2010       | 2 de julio de 2010       |
| Radion!!                                              | Sitio web de K-ON! en la TBS  | 23 de abril de 2010      |                          |
| Sphere All Night Nippon R                             | Nippon Broadcasting System    | 18 de junio de 2010      | 16 de abril de 2011      |
| Hyakka Ryōran Radio Girls                             | Lantis web radio              | 17 de septiembre de 2010 | 21 de enero de 2011      |
| Sphere 4 spring                                       | FM NACK5                      | 3 de enero de 2011       | 28 de marzo de 2011      |

## Discografía

### Álbumes
|   | Lanzamiento              | Título    | Catálogo                                                  | Notas                              |
| - | ------------------------ | --------- | --------------------------------------------------------- | ---------------------------------- |
| 1 | 15 de septiembre de 2010 | Shiny+    | SMCL-207/8 (Edición especial) SMCL-209 (Edición regular)  |                                    |
| 2 | 24 de noviembre de 2010  | Startline | SMCL-229/30 (Edición especial) SMCL-231 (Edición regular) | Tema musical de la OVA "Koi Sento" |
| 3 | 14 de septiembre de 2011 | Dear my…  | SMCL-247/8 (Edición limitada) SMCL-249 (Edición regular)  |                                    |
| 4 | 17 de septiembre de 2014 | Tick      |                                                           |                                    |
| 5 | 17 de enero de 2018      | emotion   |                                                           |                                    |